# Archaeidae
Archaeidae é uma família de aranhas araneomorfas com cerca de 5 mm de comprimento.

## Sistemática
A família Archaeidea inclui 54 espécies descritas compreendidas em 3 géneros:
- Afrarchaea Forster & Platnick, 1984 (África do Sul, Madagáscar)
- Austrarchaea Forster & Platnick, 1984 (Austrália)
- Eriauchenius O. P.-Cambridge, 1881 (Madagáscar, África do Sul)

São conhecidos também os seguintes géneros fósseis:
- †Archaea C. L. Koch & Berendt, 1854
- †Baltarchaea Eskov, 1992
- †Burmesarchaea Wunderlich, 2008
- †Eoarchaea Forster & Platnick, 1984
- †Eomysmauchenius Wunderlich, 2008
- †Filiauchenius Wunderlich, 2008
- †Jurarchaea Eskov, 1987
- †Lacunauchenius Wunderlich, 2008
- †Myrmecarchaea Wunderlich, 2004
- †Patarchaea Selden, Huang & Ren, 2008
- †Saxonarchaea Wunderlich, 2004